# Treepeople
Treepeople fue una banda de indie rock con origen en Boise, Idaho, pero con base en Seattle, cuna del movimiento grunge, por lo que muchas veces ha sido confundida dentro de dicho movimiento o estilo. La banda estaba comprendida por Pat Brown, Wayne Rhino Flower, Doug Martsch y Scott Schmaljohn, la mayoría exmiembros de la banda de punk de Boise State of Confusion. La banda consiguió alguna repercusión en su momento (finales de los '80 y comienzos de los '90), pero después de la marcha de algunos miembros clave como Martsch o Flower a The Halo Benders (luego Martsch recalaría en Built to Spill), el grupo se separaría en 1994, después de haber grabado tres discos.

## Discografía

### Álbumes
- Guilt, Regret, Embarrassment - 1991
- Just Kidding - 1993
- Actual Re-Enactment - 1994

### EP
- Time Whore - 1990

- Datos: Q9287647